# ハイエイタス (地球温暖化)
ハイエイタス （Hiatus）は、全球平均地表気温の上昇率が横ばい、あるいはマイナスになるような状態のこと。この用語は、米国のG. Meehl博士のグループが最初に用いたもので、現在では地球温暖化の停滞状態を指すものとして広く使われている。

## 内容
IPCCのAR5 (WG1) では「気候システムの温暖化には疑う余地はない（IPCC AR5 WG１SPM p.4, 27行目）」とする一方で、1951年〜1998年の期間に比べ、1999年から2012年の期間における地球気温の変化傾向が弱まっている。